# Alfredo Rojas Castañeda
Alfredo Rojas Castañeda (Santiago, 22 de septiembre de 1940-desaparecido desde el 4 de marzo de 1975) fue un ingeniero civil eléctricista chileno, militante socialista, director de la Empresa de los Ferrocarriles del Estado durante el Gobierno de Salvador Allende, y detenido desaparecido por la Dirección de Inteligencia Nacional (DINA) durante la dictadura militar de Augusto Pinochet.

## Biografía

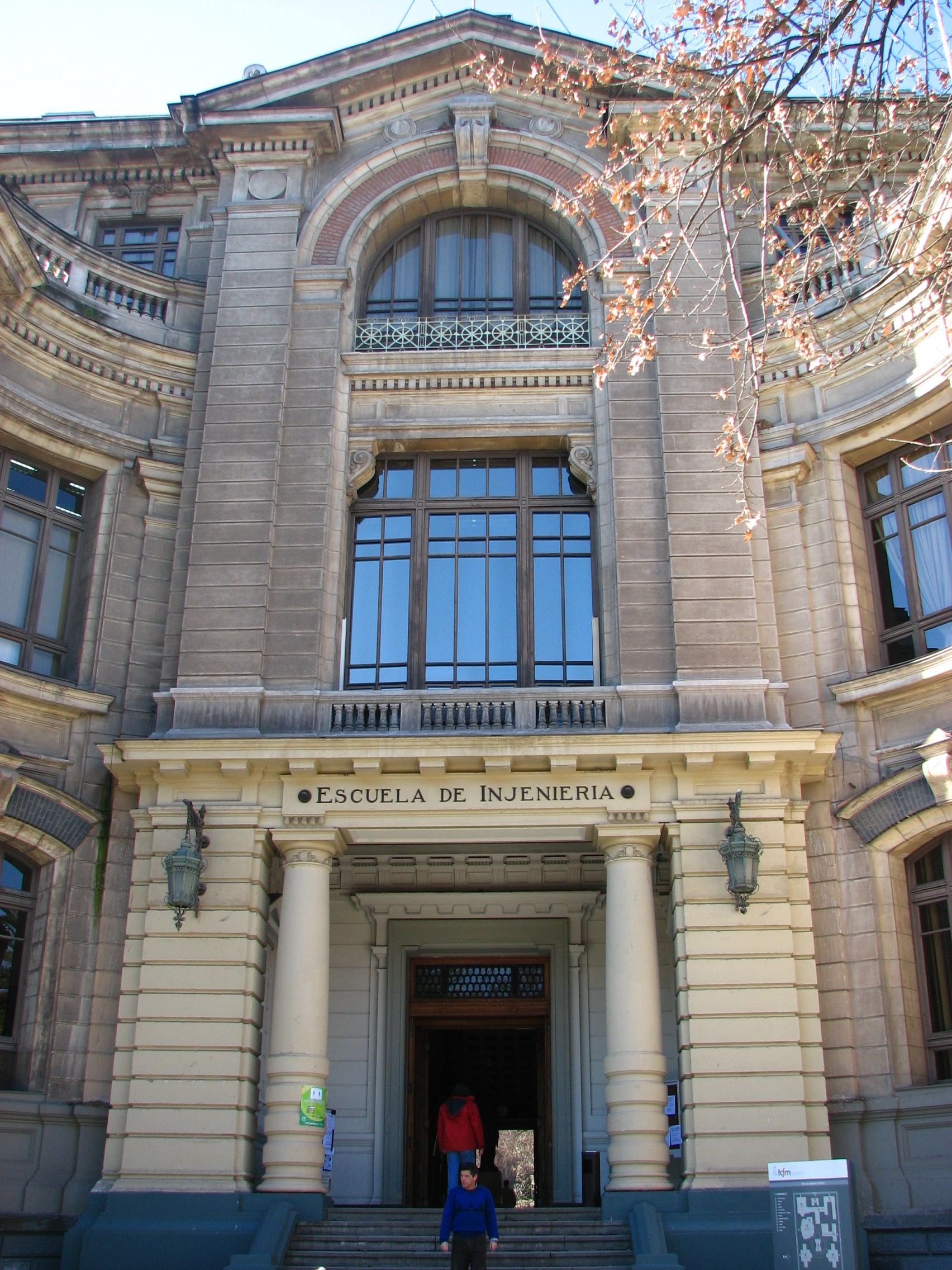
Escuela de Ingeniería de la Universidad de Chile.

Hijo de Ana Rojas Castañeda, nació en el Hospital San Borja de Santiago. Cursó sus estudios secundarios en el Instituto Nacional de Santiago y los superiores en la Facultad de Ciencias Físicas y Matemáticas de la Universidad de Chile, titulándose en 1965 como ingeniero civil electricista. Su memoria de título fue Programa de Modernización de la I Zona de los Ferrocarriles del Estado, con el que daba lugar a sus primeros pasos en el rubro ferroviario. 
Desde 1966 realizó actividades docentes en la Universidad de Chile ocupando el cargo de profesor de Ecuaciones Diferenciales en la Escuela de Ingeniería. Durante ese mismo año recibe una beca de perfeccionamiento en la firma ASEA de Suecia para estudiar subestaciones eléctricas, y desde septiembre de 1967 se desempeñó como profesor en subestaciones en el Instituto Técnico Ferroviario Carlos Arias Martínez e Ingeniero del Departamento de Electrificación de EFE hasta septiembre de 1968, en el cual decide retirarse voluntariamente de la empresa para ejercer libremente como ejecutivo de una empresa de ingeniería de consulta, montaje y construcción.
En agosto de 1971, Alfredo Rojas Castañeda asume el cargo de Director de la Empresa de los Ferrocarriles del Estado, siendo el director más joven que ha tenido la empresa hasta ese entonces con 31 años.

## Desaparición

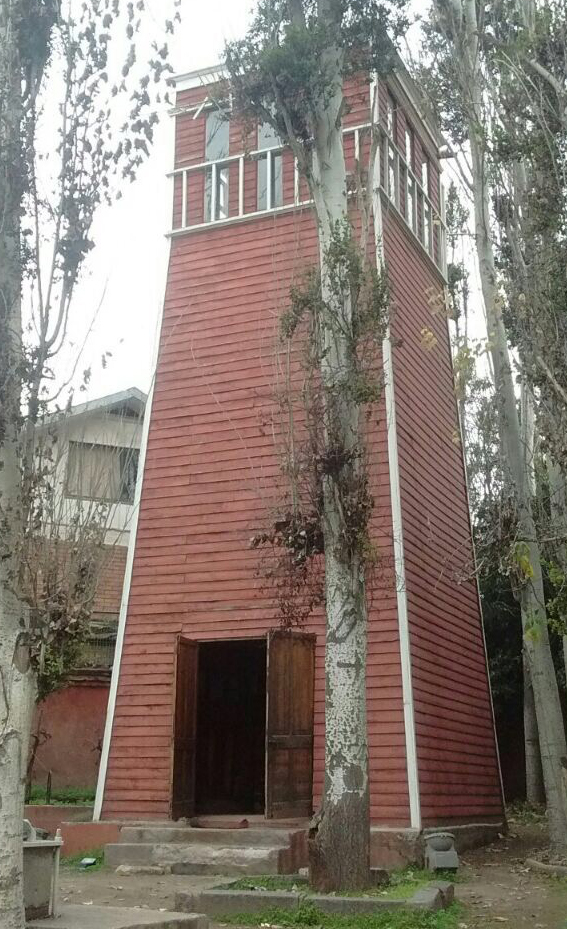
La Torre en Villa Grimaldi, donde según testigos, Alfredo Rojas Castañeda estuvo detenido.

Militante del Partido Socialista de Chile desde universitario, Alfredo Rojas Castañeda fue detenido por primera vez por agentes de la Dirección de Inteligencia Nacional, DINA, a fines de septiembre de 1974, y trasladado al recinto de José Domingo Cañas, en donde permaneció alrededor de 10 días, tras los cuales fue dejado en libertad. Según testigos, en ese período fue interrogado y torturado intensamente. Posteriormente, a fines de enero o principios de febrero de 1975, nuevamente fue detenido por agentes de la DINA, entre ellos Osvaldo Romo y Luz Arce Sandoval, en su domicilio de calle Clorinda Wilshaw en Ñuñoa, siendo trasladado a Villa Grimaldi desde donde fue dejado en libertad en horas de la noche del mismo día de la detención. 
Finalmente, el 4 de marzo de 1975, fue nuevamente detenido por efectivos de ese mismo organismo de seguridad, luego que saliera de su lugar de trabajo en dirección a su domicilio. Tras esta tercera aprehensión fue trasladado a Villa Grimaldi en donde fue sometido a intensas torturas e interrogatorios. Durante su detención, la DINA lo obligó a firmar cheques de su cuenta corriente los que posteriormente fueron cobrados por otras personas. Durante todo ese tiempo, Alfredo fue mantenido en el sector denominado "La Torre", donde fue visto hasta finales de la segunda semana de abril de 1975, perdiéndose luego todo rastro de su persona. Sus aprehensores se quedaron con su automóvil Citroën Yagán.
Su familia realizó numerosas diligencias y averiguaciones para dar con su paradero, pero todas resultaron infructuosas y aún desconocen la suerte que Alfredo Rojas Castañeda corrió en manos de la DINA. Al momento de su desaparición, era casado y tenía 3 hijos. Su caso se encuentra consignado en el llamado Informe Rettig de la Comisión Nacional de Verdad y Reconciliación.